# Пляцковская, Наталья Михайловна
Наталья Михайловна Пляцковская (псевдоним — Просторова) (19.01.1963) — советский поэт-песенник, журналист, американский русский детский писатель. Автор слов песен «Розовые розы», «Не забывайте друзей», «Кубики», «Холода, холода».

## Биография
Закончила МГУ им. Ломоносова (факультет журналистики).
Работала в газетах «Советская культура» и «Труд».
По воспоминаниям поэтессы, первой песней, ставшей популярной, стала «Холода, холода как-то вдруг наступили…», написанная с Вячеславом Добрыниным и исполненная Львом Лещенко. «На телевидении сняли клип, и во время премьеры этой песни на телевидении мы с папой и мамой сидели у экрана и слушали, а потом все прыгали от радости».
В 1991 году уехала в США.
В 2006 году вышел CD альбом с песнями на стихи поэтессы.
| Название                        | Авторы                                    | Исполнители                         |
| ------------------------------- | ----------------------------------------- | ----------------------------------- |
| Всё тебе прощаю                 | Алексей Кондаков, Наталья Просторова      | Доктор Шлягер, Алексей Кондаков     |
| Глаза                           | Александр Добронравов, Наталья Просторова | Александр Добронравов               |
| Дамочка бубновая                | Вячеслав Добрынин, Наталья Просторова     | Вячеслав Добрынин и Лев Лещенко     |
| Дочка                           | Александр Добронравов, Наталья Просторова | Александр Добронравов               |
| Другая                          | Александр Добронравов, Наталья Просторова | Белый орёл                          |
| Забытая любовь                  | Андрей Потёмкин, Наталья Просторова       | Нуца                                |
| Золотые времена прошли          | Аркадий Укупник, Наталья Просторова       | Аркадий Укупник                     |
| Колдун                          | Наталья Просторова                        | Алла Пугачёва, Рецитал              |
| Кубики                          | Вячеслав Добрынин, Наталья Просторова     | Ольга Зарубина, Михаил Шуфутинский  |
| Моя любовь — воздушный шар      | Александр Добронравов, Наталья Просторова | Белый орёл                          |
| Не забывайте друзей             | Вячеслав Добрынин, Наталья Просторова     | Вячеслав Добрынин и Андрей Державин |
| Небеса не могут ждать           | Александр Добронравов, Наталья Просторова | Белый орёл                          |
| Одинокая птица                  | Павел Слободкин, Наталья Просторова       | Весёлые ребята, Александр Добрынин  |
| Причина                         | Наталья Просторова                        | Ирина Аллегрова                     |
| Розовые розы (лауреат Песни-89) | Павел Слободкин, Наталья Просторова       | Весёлые ребята, Александр Добрынин  |
| Ромашки                         | Наталья Просторова                        | Александр Добронравов               |
| Стена                           | Вячеслав Добрынин, Наталья Просторова     | Доктор Шлягер, Валерий Кулак        |
| Ты не прав                      | Яков Дубравин, Наталья Просторова         | Ирина Понаровская                   |
| Холода, холода…                 | Вячеслав Добрынин, Наталья Просторова     | Лев Лещенко                         |
| Я куплю тебе новую жизнь        | Александр Добронравов, Наталья Просторова | Белый орёл                          |

## Семья
- Отец — Михаил Спартакович Пляцковский
- Мать — Лидия Ивановна Пляцковская
- Двоюродный дядя — историк Ян Тимофеевич Шварц, профессор новейшей истории Нижегородского государственного технического университета.

## Награды
Лауреат «Песня года» (Песня-89, «Розовые розы»; Песня-97, «Не забывайте друзей», 2004 — «Холода, холода»).

## Дискография
У Натальи Просторовой песни выходили на 16 альбомах
- Девушка с Обложки — Песни на стихи Натальи Просторовой//Мелодия, 1990
- Розовые розы. Песни на стихи Натальи Пляцковской // MEL CD 60 00961, 2006, дата записи: 1990—2000 гг.